# 逆転ハニー
『逆転ハニー』（ぎゃくてんハニー）は、時計野はりによる日本の漫画作品。
『LaLa DX』・『LaLaスペシャル』（白泉社）、2008年に『LaLa DX』で単発掲載後、『LaLaスペシャル』で第2話掲載。その後、3話が『DX』に掲載された。単行本は2021年11月現在1巻のみ発売されている。

## あらすじ
亀沼高校に通う、幼なじみの健吾と蜜香は、学校裏で不良に虐められていた亀を助けたが、急に話したことにおどろき、亀を蹴飛ばしてしまう。実はその亀は高校を見守る亀神様で、2人に天罰を下してしまい、2人は入れ替わってしまった。

## 登場人物
夜神健吾（やがみ けんご）
主人公。ケンカに強く、女子からも恐れられ、常に一匹狼。
昼岡蜜香（ひるおか みつか）
健吾の幼なじみ。天然。幼少の頃から恐れられていた健吾のもとにいつも駆け寄り、仲良し。クラスの男子からはマドンナとして扱われている。健吾が蜜香になったことにより、さらにモテる。
習志野洋平（ならしの ようへい）
2人が入れ替わっているときに、友人になったプレイボーイ。剣道部員（だが、幽霊部員）。
白石皐（しらいし さつき）
蜜香の中学時代からの友人。剣道部部長で、健吾が蜜香に近づくのを警戒する。

## 単行本
白泉社より「花とゆめCOMICS」として刊行されている。
1. （2009年11月5日発売） ISBN 978-4592191117